# Lord Berners
Sir Gerald Hugh Tyrwhitt-Wilson, 14. baron Berners, znany powszechnie jako lord Berners (ur. 18 września 1883 we Arley Park w hrabstwie Shropshire, zm. 19 kwietnia 1950 w Faringdon House w hrabstwie Berkshire) – brytyjski kompozytor, pisarz i malarz.

## Życiorys
Ukończył Eton College. W zakresie kompozycji był w znacznej mierze samoukiem. Studiował harmonikę w Dreźnie, konsultował się też w zakresie instrumentacji u Igora Strawinskiego i Alfredo Caselli. Początkowo działał jako dyplomata, był brytyjskim attaché w Konstantynopolu (1909–1911) i Rzymie (1911–1919). W 1918 roku odziedziczył po swoim wuju tytuł barona, majątek i posiadłość w Faringdon House.
Przyjaźnił się z George’em Bernardem Shawem, H.G. Wellsem, Osbertem Sitwellem i Evelynem Waughem. Cieszył się opinią ekscentryka, w swojej posiadłości w Faringdon House hodował pomalowane na różne kolory gołębie i podawał mieniące się różnymi barwami potrawy, jeździł też na wycieczki po Europie swoim Rolls-Royce’em, wożąc na tylnym siedzeniu pianino. W 1935 roku wzniósł w Faringdon przypuszczalnie ostatnią folly w Wielkiej Brytanii.
Przez ponad 20 lat żył otwarcie w związku ze znacznie młodszym od siebie mężczyzną, Robertem Heberem-Percym, który po śmierci Bernersa w 1950 roku odziedziczył Faringdon House.

## Twórczość
Był oryginalnym kompozytorem, z tendencjami do humorystyki, wiele jego dzieł nosi cechy parodii. Początkowo wydawał swoje kompozycje pod nazwiskiem Tyrwhitt-Wilson, zaś po 1918 roku jako Berners. Jego język muzyczny cechuje się stosowaniem nowoczesnych środków harmonicznych. Opublikował kilka powieści, m.in. The Camel (1936), The Girls of Radcliff Hall (1937), Far from the Madding War (1941), The Romance of a Nose (1942) i The Château de Résenlieu (wyd. pośmiertnie 2000), a także dwie autobiografie, First Childhood (Londyn 1934) i A Distant Prospect (Londyn 1945). Swoje prace malarskie wystawiał w Londynie w 1931 i 1936 roku.

## Ważniejsze kompozycje
(na podstawie materiałów źródłowych)

### Utwory instrumentalne
- Trois morceaux na orkiestrę (1916)
- Fantaisie espagnole na orkiestrę (1917–1918)
- L’Uomo dai Baffi na instrument dęty drewniany solo, fortepian i smyczki (1918)
- Fuga c-moll na orkiestrę (1924)

### Utwory fortepianowe
- Trois petites marches funèbres (1914)
- Le Poisson d’or (1914)
- Fragments psychologiques (1915)
- Valses bourgeoises na 2 fortepiany (1917)

### Pieśni
- 3 Songs in the German manner (1913–1919)
- 3 Chansons (1919–1920)
- 3 Sea Shanties (1920)

### Opera
- La Carrosse du Saint-Sacrement, libretto według Prospera Mériméego (wyst. Paryż 1924)

### Balety
- The Triumph of Neptune, libretto Sacheverell Sitwell, skomponowany dla Siergieja Diagilewa (wyst. Londyn 1926)
- Luna Park, libretto Boris Kochno (wyst. Londyn 1930)
- The Wedding Bouquet, libretto Gertrude Stein (wyst. Londyn 1937)
- Cupid and Psyche (wyst. Londyn 1939)
- Les Sirènes (wyst. Londyn 1946)

### Muzyka filmowa
- Nicholas Nickleby (1947)